# Bobia (Onís)
Bobia (Güensucesu en asturiano y oficialmente) es una parroquia del concejo de Onís en la comarca de Oriente, Principado de Asturias, España.

## Geografía
Parroquia dedicada a Nuestra Señora del Buen Suceso- Tiene una extensión de 46,05 km² de un terreno que comprende al sur las altas cumbres del Macizo del Cornión, el bloque más occidental de los Picos de Europa. 
Forman parte de ella las siguientes poblaciones: 
- Bobia de Abajo (Boviabaxu[2]), a 360 m de altitud, a la salida de una pequeña vaguada en el extremo noroccidental  de la sierra de Covalierda. Se accede al lugar  por una carretera que sale de Benia de Onís, la capital del concejo, que dista 3 Km. Cuenta con una población de 38 habitantes (21 hombres y 17 mujeres) principalmente dedicados a la ganadería y a la producción de queso.
- Bobia de Arriba (Boviarriba[2]), a 430 m de altitud al oeste de Bobia de Abajo, en un entorno de buenas praderías, dominado al sur por las alturas del macizo del Cornión. Dista 4 Km de Benia y tiene una población de 29 habitantes (18 hombres y 11 mujeres) que igual que sus vecinos también se dedican a la ganadería y a la elaboración de queso.
- Demués, en una ladera orientada al sur, a 400 metros de altitud. Está situada a 4 km de Benia a la que se llega por la carretera  AS-114 . Como el resto de la parroquia, la mayoría de sus 25 habitantes (16 hombres y 9 mujeres) se dedican a la ganadería. Tiene una capilla dedicada a San Francisco que celebra su fiesta local el 3 de octubre. Del pueblo sale una pista de montaña de unos 10 km que termina en Soñín, ya en la linde con el Parque nacional de Picos de Europa.
- Gamonedo (Gamonéu[2]), se localiza sobre el río Tabardín y está integrado por los lugares de El Esprón (L'Esprón[2]) y Remís. Este último se encuentra más cerca del río y sus casas se escalonan entre los 370 y los 420 metros de altitud. Por encima se sitúa El Esprón, entre los 460 y los 510 metros de altitud. Entre ambos lugares se localiza la capilla de Santa Marina, con puerta de arco dovelado y espadaña sobre ella de un solo hueco. En la capilla se encontraba una lápida romana que en la actualidad se conserva en el Museo Arqueológico de Asturias en Oviedo. Cerca de Gamonedo se encontró en 1976 un depósito metálico (un hacha plana y diez lingotes de bronce) datados a los inicios de la Edad del Bronce. Cuenta con una población de 17 habitantes (12 hombres y 5 mujeres).

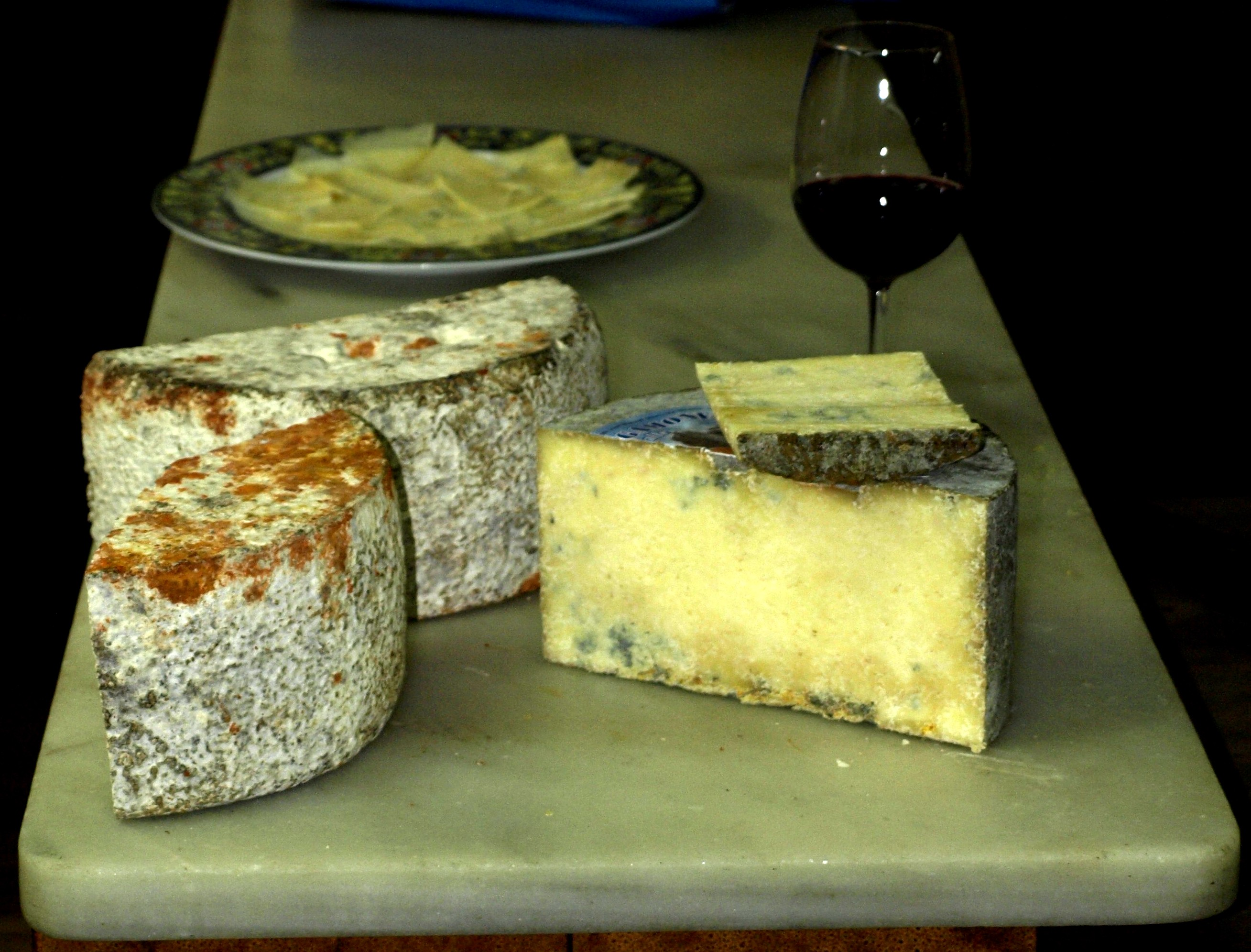
Queso de Gamonéu

La iglesia parroquial de Nuestra Señora del Buen Suceso está situada aislada en una llanada a 450 m de altitud, entre Bobia de Arriba y Demués. Es un edificio rodeado de pórtico, con puerta de medio punto y espadaña de doble arco; muy reformado, sus trazas corresponden a una construcción del siglo XVIII.  
La parroquia de Güensucesu es el principal centro productor del llamado queso de Gamonéu, elaborado con leche de vaca, oveja y cabra mezcladas. Sus habitantes llevan el ganado desde la primavera hasta el fin del verano a gran número de conocidas majadas, en pleno corazón de los Picos de Europa: Vega de Ario (donde existe un refugio de montaña), Vega Maor, Morandi...  
Se celebra la festividad de la Virgen de las Nieves en agosto. 

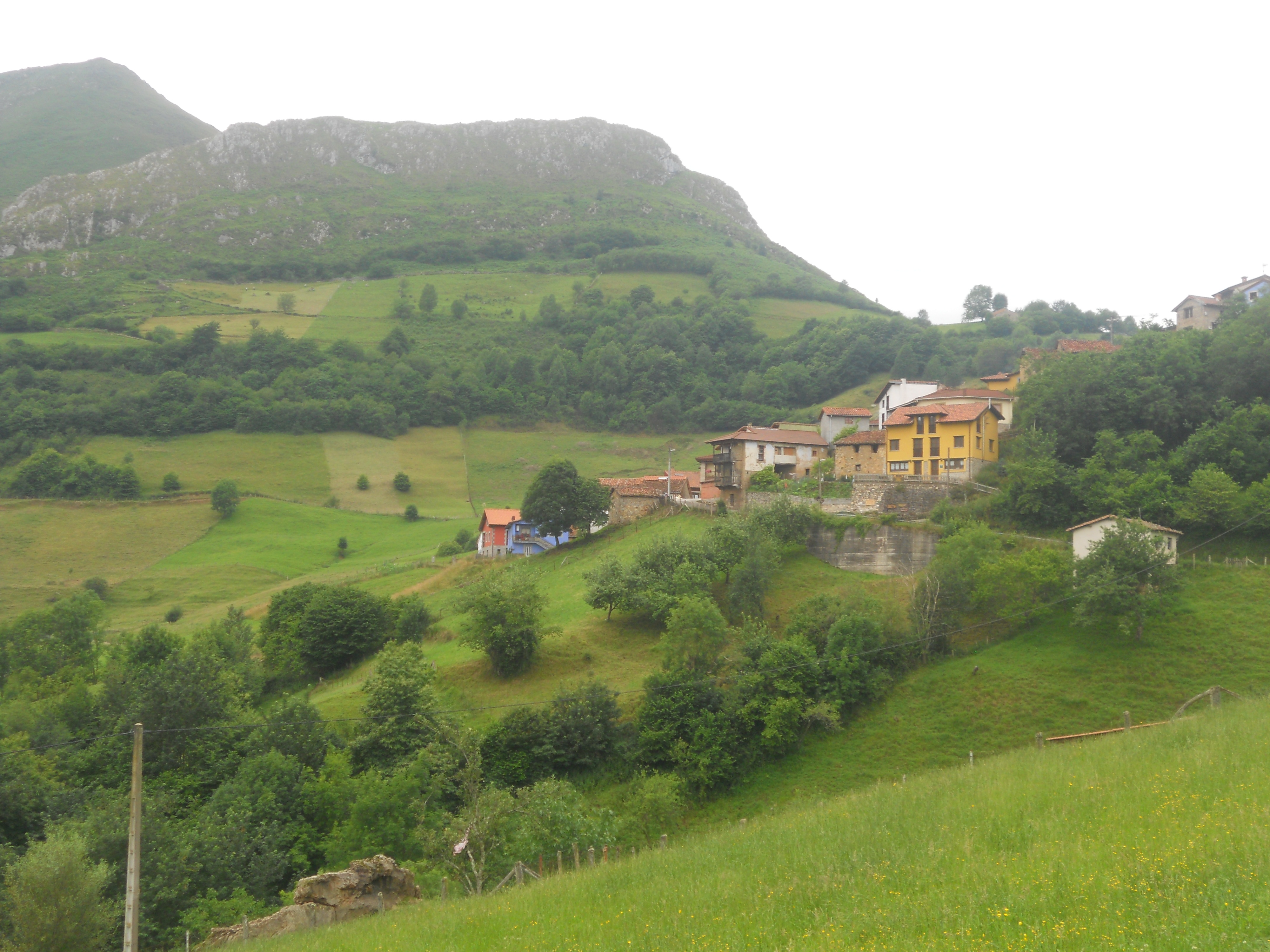
Gamonedo

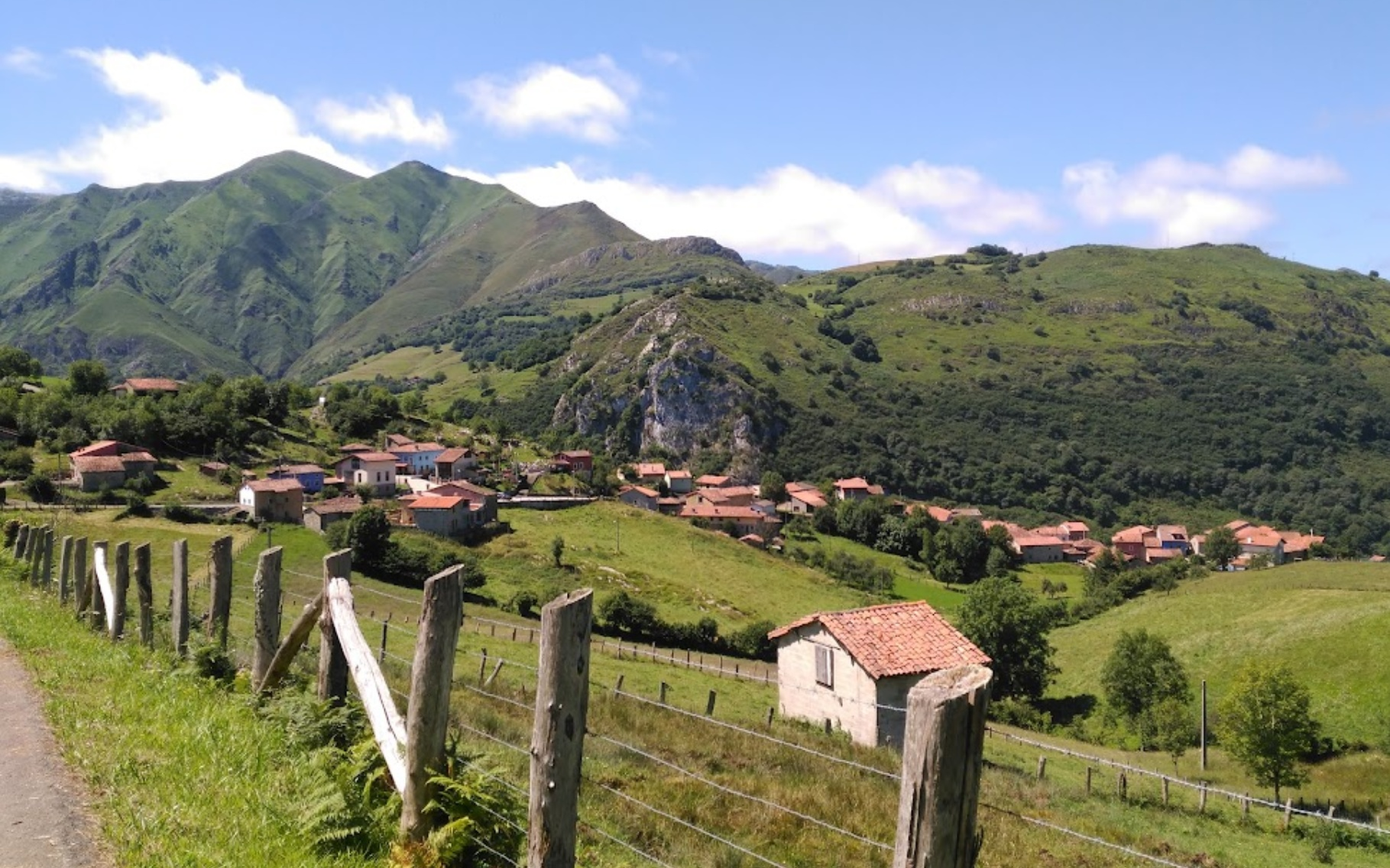
Demués

## Demografía
Según los últimos datos recogidos del año 2022, Bobia cuenta con una población de 109 habitantes (67 hombres y 42 mujeres).   
A continuación, se muestra la evolución demográfica desde el año 2000:  
| Gráfica de evolución demográfica de Bobia entre 2000 y 2022                              |
|                                                                                          |
| Fuente: Instituto Nacional de Estadística de España - Elaboración gráfica por Wikipedia. |